# Jeannette Rodríguez
Jeannette Rodríguez (Caracas, 16 de mayo de 1961) es una actriz venezolana, conocida desde la década de los ochenta por sus trabajos en el género de la telenovela, especialmente recordada por su papel protagonista en Cristal.

## Trayectoria
Se hizo conocida por ser la ciclotímica Patty Machado en "Leonela" en 1983, la engreída Geraldine en "Rebeca" entre fines de 1984 y comienzos de 1985 y de la apasionada y trágica Yolanda en el éxito internacional "Topacio" a comienzos de (1985). En agosto de ese mismo año protagoniza el que sería uno de sus mayores éxitos a nivel internacional "Cristal", interpretando a Cristina Expósito, una joven que deja atrás un pasado de abandono para convertirse en una famosa modelo y robarse el corazón del mujeriego Luis Alfredo Ascanio, haciendo pareja con el actor y cantante Carlos Mata, donde repetirá nuevamente como pareja en la telenovela "La dama de rosa" (1986), consagrándose como una cotizada actriz con esta exitosa producción.
Después se traslada a Argentina para protagonizar las telenovelas "Amándote" (1988) y "Pobre diabla" (1990). Posteriormente realizó la telenovela italo-argentina "Micaela" (1992). Luego viajaría a España donde sería Presentadora de programas de variedades y entretenimiento durante 6 años, para después regresar nuevamente a Venezuela. 
A mediados de los 90 trabajó en la telenovela "Todo por tu amor" (1997).
Para 2003, la actriz reapareció sorpresivamente como participante del reality español "Supervivientes - La Isla de los FamoS.O.S." disfrutando de una experiencia única en contacto con la naturaleza. 
En 2005 protagonizó en Venezuela el filme para TV de RCTV "Silvia Rivas, divorciada" junto a Luis José Santander.
Con residencia en Miami, Jeanette hizo una breve aparición en la película "Miss Tacuarembó" en 2010, y se dedicó mayormente a trabajar en teatro.
En la actualidad se encuentra inmersa en la grabación de la serie "Hada Madrina", una coproducción México-EE. UU.-España que intercala ficción con casos reales.
A lo largo de su carrera ha recibido varios premios internacionales como el Premio "Telebolero" a mejor actriz en 1992, el "American Stars Awards Internacional Educación Arte AMD Humanities" en EE. UU. en 1993 o el Premio "Delia Fallo" por su trayectoria en el mundo de las telenovelas en 2011.

## Telenovelas (Lista parcial)
- Todo por tu amor (1997) .... Marina Rangel
- Micaela (1992).... Micaela González
- Pobre diabla (1990-1991)... Marcela Morelli
- Amándote  (1988-1989) .... Carolina Belloso
- La dama de rosa (1986-1987) .... Gabriela Suárez / Emperatriz Ferrer
- Cristal (1985-1986) .... Cristina Expósito
- Topacio (1984-1985) .... Yolanda Sandoval
- Rebeca (1984-1985) .... Geraldine
- Marisela (1983-1984) .... Violeta
- Leonela (1983) .... Patty Machado
- Días de infamia (1983) .... Natacha
- Chao Cristina (telenovela) (1983)
- La familia González (1983) .... La Monona
- Pobrecito el Payaso (1983)
- Cara a cara (1982) .... Zanahoria
- Kapricho S.A. (1982) .... María Luisa

## Telefilme (Lista parcial)
- Silvia Rivas, divorciada (2005) Silvia Rivas

## Programas de televisión
- Supervivientes - La Isla de los FamoS.O.S. (2003) .... Concursante
- Las noches de tal y tal (1991) .... Presentadora
- Almorzando con Mirtha Legrand (Argentina)...Invitada
- Cortá por Lozano (Argentina)... Invitada